# Claro Open Colsanitas 2018 - Qualificazioni singolare
Le qualificazioni del singolare del Claro Open Colsanitas 2018 sono state un torneo di tennis preliminare per accedere alla fase finale della manifestazione. Le vincitrici dell'ultimo turno sono entrate di diritto nel tabellone principale. In caso di ritiro di una o più giocatrici aventi diritto a queste sono subentrate le lucky loser, ossia le giocatrici che hanno perso nell'ultimo turno ma che avevano una classifica più alta rispetto alle altre partecipanti che avevano comunque perso nel turno finale.

## Teste di serie
1. Dalila Jakupovič (spostata nel tabellone principale)
2. Lizette Cabrera (qualificata)
3. Maryna Zanevs'ka (ultimo turno)
4. Conny Perrin (ultimo turno)
5. Valentini Grammatikopoulou (qualificata)
6. Priscilla Hon (ultimo turno)

1. Daniela Seguel (qualificata)
2. Miharu Imanishi (primo turno)
3. Elitsa Kostova (qualificata)
4. Irina Chromačëva (ultimo turno)
5. Julia Grabher (primo turno)
6. Renata Zarazúa (qualificata)

## Qualificate
1. Elitsa Kostova
2. Lizette Cabrera
3. Daniela Seguel

1. Victoria Rodríguez
2. Valentini Grammatikopoulou
3. Renata Zarazúa

## Tabellone

### Legenda
| - Q = Qualificato - WC = Wild card - LL = Lucky loser | - ALT = Alternate - SE = Special Exempt - PR = Protected Ranking | - w/o = Walkover - r = Ritirato - d = Squalificato |

### Sezione 1
|  | Primo turno | Primo turno       | Primo turno       | Primo turno | Primo turno |  |  | Ultimo turno | Ultimo turno    | Ultimo turno    | Ultimo turno | Ultimo turno |  |
|  |             |                   |                   |             |             |  |  |              |                 |                 |              |              |  |
|  | Alt         | Kaitlyn Christian | Kaitlyn Christian | 4           | 1           |  |  |              |                 |                 |              |              |  |
|  |             | Nadia Podoroska   | Nadia Podoroska   | 6           | 6           |  |  |              | Nadia Podoroska | Nadia Podoroska | 4            | 4            |  |
|  |             | Jacqueline Cako   | Jacqueline Cako   | 64          | 1           |  |  | 9            | Elitsa Kostova  | Elitsa Kostova  | 6            | 6            |  |
|  | 9           | Elitsa Kostova    | Elitsa Kostova    | 7           | 6           |  |  |              |                 |                 |              |              |  |

### Sezione 2
|  | Primo turno | Primo turno        | Primo turno        | Primo turno | Primo turno |  |  | Ultimo turno | Ultimo turno    | Ultimo turno    | Ultimo turno | Ultimo turno |  |
|  |             |                    |                    |             |             |  |  |              |                 |                 |              |              |  |
|  | 2           | Lizette Cabrera    | Lizette Cabrera    | 6           | 6           |  |  |              |                 |                 |              |              |  |
|  |             | Sabrina Santamaria | Sabrina Santamaria | 0           | 4           |  |  | 2            | Lizette Cabrera | Lizette Cabrera | 6            | 6            |  |
|  |             | Yana Sizikova      | Yana Sizikova      | 7           | 7           |  |  |              | Yana Sizikova   | Yana Sizikova   | 4            | 4            |  |
|  | 11          | Julia Grabher      | Julia Grabher      | 64          | 63          |  |  |              |                 |                 |              |              |  |

### Sezione 3
|  | Primo turno | Primo turno      | Primo turno      | Primo turno | Primo turno |  |  | Ultimo turno | Ultimo turno     | Ultimo turno     | Ultimo turno | Ultimo turno |  |
|  |             |                  |                  |             |             |  |  |              |                  |                  |              |              |  |
|  | 3           | Maryna Zanevs'ka | Maryna Zanevs'ka | 6           | 7           |  |  |              |                  |                  |              |              |  |
|  |             | Cornelia Lister  | Cornelia Lister  | 4           | 6(1)        |  |  | 3            | Maryna Zanevs'ka | Maryna Zanevs'ka | 3            | 3            |  |
|  | WC          | Jessica Plazas   | Jessica Plazas   | 3           | 3           |  |  | 7            | Daniela Seguel   | Daniela Seguel   | 6            | 6            |  |
|  | 7           | Daniela Seguel   | Daniela Seguel   | 6           | 6           |  |  |              |                  |                  |              |              |  |

### Sezione 4
|  | Primo turno | Primo turno        | Primo turno        | Primo turno | Primo turno |  |  | Ultimo turno | Ultimo turno       | Ultimo turno       | Ultimo turno | Ultimo turno |  |
|  |             |                    |                    |             |             |  |  |              |                    |                    |              |              |  |
|  | 4           | Conny Perrin       | Conny Perrin       | 6           | 6           |  |  |              |                    |                    |              |              |  |
|  | WC          | Laura Rico García  | Laura Rico García  | 1           | 0           |  |  | 4            | Conny Perrin       | Conny Perrin       | 3            | 3            |  |
|  |             | Victoria Rodríguez | Victoria Rodríguez | 6           | 6           |  |  |              | Victoria Rodríguez | Victoria Rodríguez | 6            | 6            |  |
|  | 8           | Miharu Imanishi    | Miharu Imanishi    | 0           | 2           |  |  |              |                    |                    |              |              |  |

### Sezione 5
|  | Primo turno | Primo turno                | Primo turno      | Primo turno | Primo turno |  |  | Ultimo turno | Ultimo turno               | Ultimo turno               | Ultimo turno | Ultimo turno |  |
|  |             |                            |                  |             |             |  |  |              |                            |                            |              |              |  |
|  | 5           | Valentini Grammatikopoulou | 4                | 6           | 6           |  |  |              |                            |                            |              |              |  |
|  |             | Tereza Mrdeža              | 6                | 4           | 3           |  |  | 5            | Valentini Grammatikopoulou | Valentini Grammatikopoulou | 7            | 7            |  |
|  | WC          | Lulu Sun                   | Lulu Sun         | 3           | 3           |  |  | 10           | Irina Chromačëva           | Irina Chromačëva           | 64           | 65           |  |
|  | 10          | Irina Chromačëva           | Irina Chromačëva | 6           | 6           |  |  |              |                            |                            |              |              |  |

### Sezione 6
|  | Primo turno | Primo turno     | Primo turno     | Primo turno | Primo turno |  |  | Ultimo turno | Ultimo turno   | Ultimo turno   | Ultimo turno | Ultimo turno |  |
|  |             |                 |                 |             |             |  |  |              |                |                |              |              |  |
|  | 6           | Priscilla Hon   | Priscilla Hon   | 6           | 6           |  |  |              |                |                |              |              |  |
|  | WC          | Antonia Samudio | Antonia Samudio | 2           | 2           |  |  | 6            | Priscilla Hon  | Priscilla Hon  | 64           | 0            |  |
|  |             | Andrea Gámiz    | Andrea Gámiz    | 4           | 2           |  |  | 12           | Renata Zarazúa | Renata Zarazúa | 7            | 6            |  |
|  | 12          | Renata Zarazúa  | Renata Zarazúa  | 6           | 6           |  |  |              |                |                |              |              |  |